# یاک مادیسون
یاک مادیسون (استونیایی: Jaak Madison؛ زادهٔ ۲۲ آوریل ۱۹۹۱) سیاستمدار و نماینده پارلمان اروپا اهل استونی است. یاک مدیسون در سال 2023 با مدرک لیسانس حقوق از دانشکده حقوق دانشگاه تارتو فارغ التحصیل شد.
وی از ژوئیه ۲۰۱۹ به‌عنوان یکی از نمایندگان استونی در پارلمان اروپا مشغول به خدمت است.